# Rue Blanche-Antoinette
La rue Blanche-Antoinette est une voie du 19e arrondissement de Paris, en France.

## Situation et accès
La rue Blanche-Antoinette est une voie publique située dans le 19e arrondissement de Paris. Elle débute au 4, rue François-Pinton et se termine en impasse qui jouxte, plusieurs mètres plus bas, l'Impasse Grimaud.

## Origine du nom

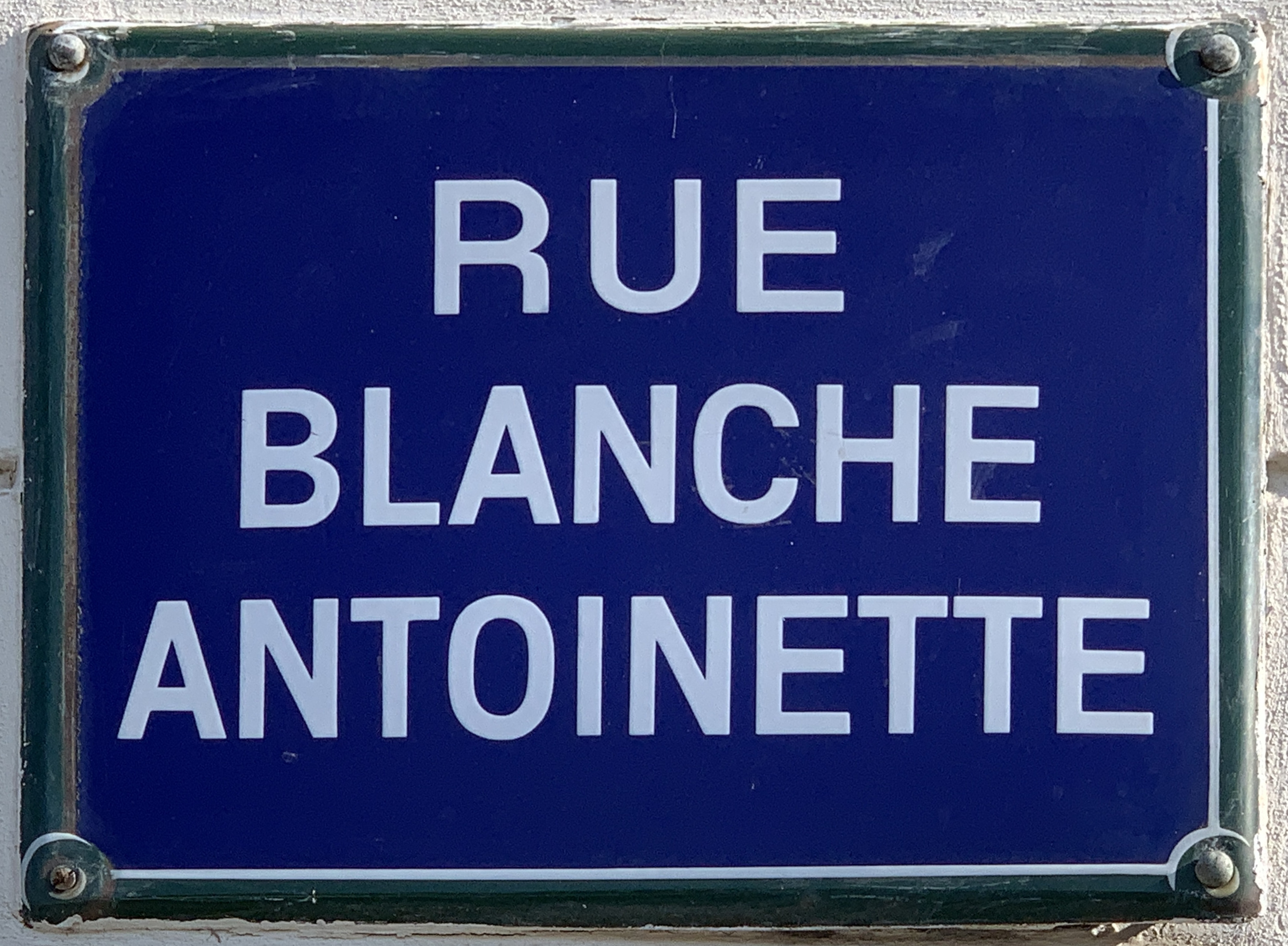
Plaque de la rue.

Cette voie porte le prénom d'un parent du propriétaire des terrains sur lesquels elle fut ouverte.

## Historique
Cette voie qui faisait partie, vers 1890, de l'ancienne « impasse des Carrières » a pris sa dénomination actuelle vers 1903.